# Tom Jones (počítačová hra)
Tom Jones je textová hra pro počítače Sinclair ZX Spectrum a kompatibilní (například Didaktik). Jedná se o hru českého původu, autorem je Jiří Fencl, který ji napsal pod přezdívkou Madmax v roce 1990. Vydavatelem hry byla společnost Proxima - Software v. o. s., hra byla vydána v roce 1991 jako součást souboru her Bad Dream.
Hlavním hrdinou hry je Tom Jones, bratr slavného Indiana Jonese. Jeho úkolem je najít v Peru zlatou sošku Inků. Hra začíná v okamžiku, kdy se Tom Jones dopraví do Mexika na adresu pana Gonzalese, kterou dostal od profesora Bramblea.
Hra začíná podobně jako další textová hra Jiřího Fencla Indiana Jones a zlatá soška Keltů, která je volným pokračováním série textových her Indiana Jones, jejichž autorem je František Fuka.